# Список объектов всемирного наследия ЮНЕСКО в Бангладеш
В списке объектов всемирного наследия ЮНЕСКО в Бангладеш значится 3 наименования, что составляет около 0,2 % от общего числа (1248 на 2025 год). Кроме этого, по состоянию на 2023 год, 7 объектов на территории Бангладеш находятся в числе кандидатов на включение в список всемирного наследия.

## Список
В данной таблице объекты расположены в порядке их добавления в список всемирного наследия ЮНЕСКО.
| # | Изображение | Название                                                    | Местоположение    | Время создания | Год внесения в список | №     | Критерии  |
| - | ----------- | ----------------------------------------------------------- | ----------------- | -------------- | --------------------- | ----- | --------- |
| 1 |             | Вихара в Пахарпуре Somapura Mahavihara                      | Область: Раджшахи | VIII век       | 1985                  | № 322 | i, ii, vi |
| 2 |             | Исторический город мечетей Багерхат Mosque city of Bagerhat | Область: Кхулна   | XV век         | 1985                  | № 321 | iv        |
| 3 |             | Сундарбан Sundarbans                                        | Область: Кхулна   | 300            | 1997                  | № 798 | ix, x     |

## Кандидаты в список
В таблице объекты расположены в порядке их добавления в предварительный список. В данном списке указаны объекты, предложенные правительством Бангладеш в качестве кандидатов на занесение в список всемирного наследия.
| # | Изображение | Название                                                                                | Местоположение     | Время создания   | Год внесения в список | №      |
| - | ----------- | --------------------------------------------------------------------------------------- | ------------------ | ---------------- | --------------------- | ------ |
| 1 |             | Культурный ландшафт Махастхангарха и реки Каратойя                                      | Область: Раджшахи  | III век до н. э. | 2023                  | № 6671 |
| 2 |             | Археологические памятники Лалмай-Майнамати                                              | Область: Читтагонг | -                | 2023                  | № 6670 |
| 3 |             | Речные форты времён Великих Моголов в Дакке                                             | Область: Дакка     | XVII век         | 2023                  | № 6675 |
| 4 |             | Археологические памятники дельты Ганга                                                  | Область: Кхулна    | -                | 2023                  | № 6669 |
| 5 |             | Мечети времён Великих Моголов в Бангладеш                                               |                    | XVI - XVIII века | 2023                  | № 6672 |
| 6 |             | Храмы могольской и колониальной эпохи в Бангладеш                                       |                    | -                | 2023                  | № 6673 |
| 7 |             | Архитектурные работы Муджарула Ислама: выдающийся вклад в движение модерна в Южной Азии |                    | XX век           | 2023                  | № 6674 |